# Aker (versiersel)

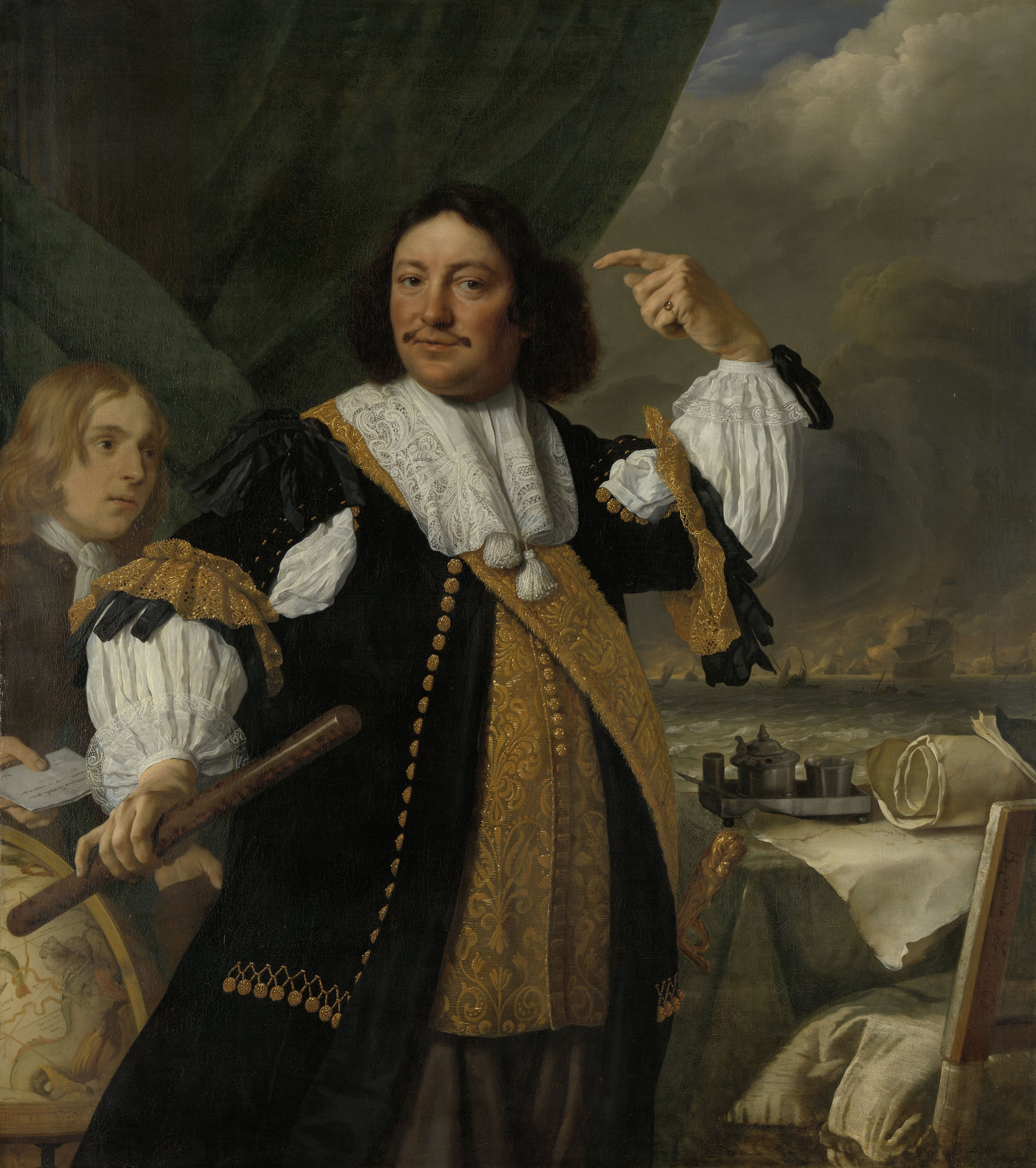
Portret van Aert Jansse van Nes. (Bartholomeus van der Helst, 1668). De man heeft een kraag met akertjes.

Een aker is een soort kwastje bedoeld als kledingversiering. Het wordt gemaakt van fijne linnen garens en soms ook van zilver- of gouddraad met knoopjes er in en soms ook met kraaltjes eraan geregen.

## Geschiedenis
Akertjes waren in de 17e eeuw de grote mode voor zowel mannen en vrouwen. Rond 1620 komen de akertjes in beeld en rond 1680 verdwijnen ze uit het modebeeld. Dat de akertjes op Marken nog geliefd en soms ook nog te zien zijn komt omdat ze onderdeel uitmaken van de Marker streekkleding. Het Marker kostuum heeft haar oorsprong in de 16e en 17e eeuw. Door de liefde voor deze eigen kleding is er in eeuwen niet echt veel aan veranderd. De akertjes gemaakt van linnen garen geknoopte kwastjes werden waarschijnlijk in kloosters gemaakt, het is ook een monnikenwerk om ze te maken. Rond 1620 raakte de grote molensteenkraag uit de mode en de platliggende soberdere kragen namen het modebeeld over. Deze kragen werden met een koordje aan de voorkant gesloten en aan het uiteinde van de koordjes kwamen de akertjes/ kwastjes. Ook zien we akertjes aan de punten van zakdoekjes en als versiering aan de punten van halsdoeken voor vrouwen en mannen. Voor de heren 2 stuks aan de voorpunten van de geknoopte halsdoek en bij de dames 2 aan de achter punt- en 2 aan beide voorpuntjes. Ze werden met trots gedragen, en het was ook een rijk bezit. Rond 1680 verdwijnen de akers uit het modebeeld. Het is in de 60 jaar dat het mode was een sieraad geworden wat moest worden gezien. 

## Maakproces
De akers zijn het meest wit van kleur, de kleur van het linnen garen. Ze bestaan uit strengetjes van dubbele linnendraden, waarin garenknoopjes zijn gemaakt die geplaatst worden op een kern, het lijf. Na het vervaardigen werden de akers gewassen. Ze werden tijdens het laatste spoelwater door een oplossing van water en de kleurstof kobaltblauw gehaald om ze optisch witter te doen lijken, maar konden hierdoor er ook wel blauwig uit zien. De kleurstof kobaltblauw werd gewonnen uit het mineraal smalt. Daarna werden de akertjes door de stijfsel gehaald om ze in model te vormen. Er zijn echter ook grijs geverfde akers bekend.

## Marker akertjes
Bij de streekdracht op het eiland Marken, worden er tijdens feestdagen nog altijd halsdoeken met de garen akertjes gedragen. Altijd met veel liefde gekoesterd en bewaard, ze worden met respect doodsantiek genoemd, omdat het een heel bijzonder familiebezit is. De dames op Marken zijn aan het begin van de 20e eeuw zelf kralen akertjes gaan maken. Zo onderscheiden we diverse variaties druiven akers maar ook de stok- pootjes- of vork akertjes (er zijn verschillende benamingen voor). Met kleuren van de kralen akertjes worden verschillende gradaties van rouw aangegeven. Zo zijn witte akertjes voor het feest. Bontgekleurde akers vertellen dat er geen rouw in de familie is, je bent dan in de wilde kleuren. Zwarte kraaltjes zijn voor de rouw. Akertjes worden met een akerhaakje aan de halsdoekjes vastgehaakt. Het akerhaakje heeft 2 haakjes, één onderaan en één boven aan het haakje. Hiervoor hebben akertjes bovenop een trensje om aan te kunnen haken aan het onderste haakje. Met het bovenste haakje wordt het akertje aan de punt van een halsdoek bevestigd, hiervoor zijn er trensjes aan de averechtse zijde aan alle puntjes van de halsdoekjes gemaakt. Bij hele zware rouw is het geen akertje wat aan de halsdoek wordt gehaakt, maar een eenvoudig garen kwastje van zwarte sajet, rechtstreeks aan de halsdoek genaaid. Dus geen opsmuk, je bent in de rouw, dus je bent nederig. Er zijn gouden- en zilveren akerhaakjes. De haakjes zijn er in verschillende modellen, met de namen: roosjes, tulpjes, essentjes en sterretjes. Gouden haakjes zijn bij voorkeur voor de garen geknoopte akertjes. De zilveren haakjes zijn voor aan de kralen akertjes.

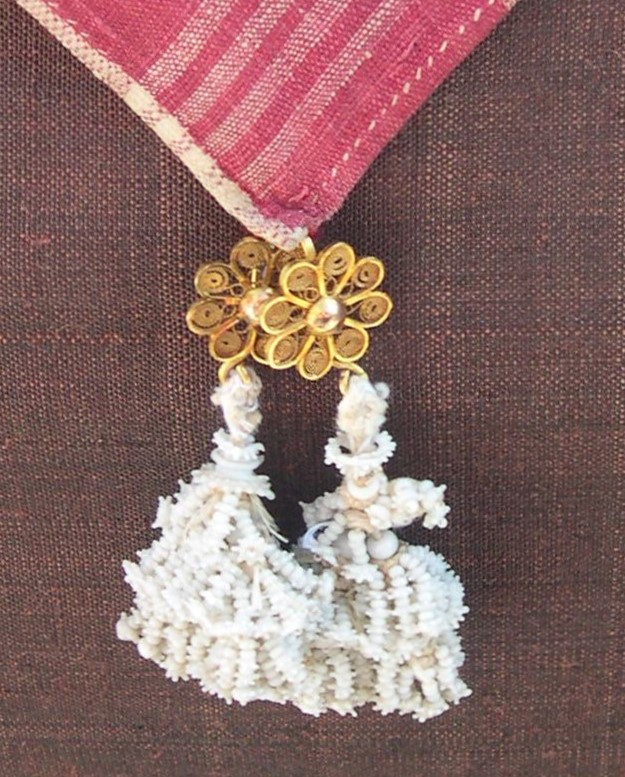
Gouden haakjes met garen geknoopte akertjes van Marken
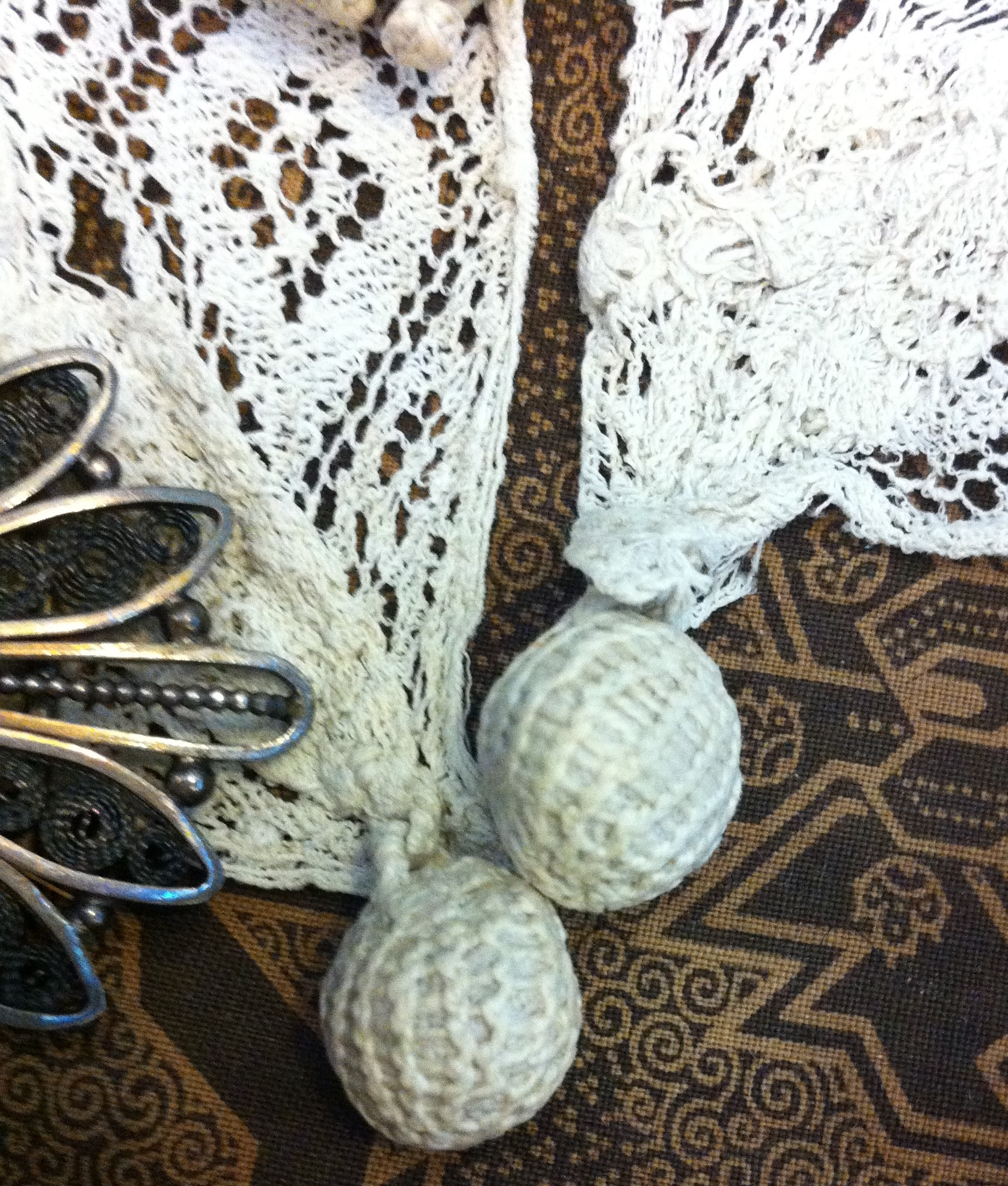
Marker akertjes met bolletjes en eitjes